# Un monde pour nous
Pour plus de détails, voir Fiche technique et Distribution.
Un monde pour nous (Say Anything...) est un film américain réalisé par Cameron Crowe et sorti en 1989. Premier film de son réalisateur, cette comédie romantique se déroule à Seattle.

## Synopsis
Lloyd Dobler, 19 ans, trouve enfin le courage d'inviter Diane Court, major de sa classe, juste après la remise des diplômes de leur lycée. Mais Diane n'a que 16 semaines avant de partir étudier en Angleterre.

## Fiche technique
- Titre original : Say Anything...
- Réalisation et scénario : Cameron Crowe
- Musique originale : Richard Gibbs et Anne Dudley
- Musique additionnelle : Nancy Wilson
- Directeur de la photographie : László Kovács
- Chef décorateur : Mark Mansbridge
- Directeur artistique : Jane Ruhm
- Costumiers : Carlane Passman et Stephen P. Shubin
- Monteur : Richard Marks
- Production : Polly Platt
  - Coproducteur : Richard Marks
  - Producteur associé : Paul Germain
  - Producteur exécutif : James L. Brooks
  - Adjoint de production : Diane Brooks
- Durée : 84 minutes
- Date de sortie : 14 avril 1989[Où ?]

## Distribution
- John Cusack (VF : Vincent Ropion) : Lloyd Dobler
- Ione Skye : Diane Court
- John Mahoney : Jim Court
- Lili Taylor (VF : Maïk Darah) : Corey Flood
- Joan Cusack : Constance Dobler
- Amy Brooks : D.C.
- Pamela Adlon : Rebecca
- Jason Gould : Mike Cameron
- Loren Dean : Joe
- Polly Platt (en) : Mme Flood
- Bebe Neuwirth : Mme Evans
- Jeremy Piven : Mark
- Eric Stoltz : Vahlere
- Kim Walker (en) : Sheila
- Chynna Phillips : Mimi
- Philip Baker Hall

## Bande originale
Les titres suivants sont utilisés dans le film :
- All for Love - Nancy Wilson, écrit par John Bettis et Martin Page [4:37]
- Cult of Personality - Living Colour, écrit par Vernon reid, Corey Glover, Mu skillings et William Calhoun [5:07]
- One Big Rush - Joe Satriani, écrit et produit par Joe Satriani [3:25] (figure sur l'album Flying in a Blue Dream)
- You Want It - Cheap Trick, écrit par Robin Zander et Tom Petersson [3:43]
- Taste the Pain - Red Hot Chili Peppers, écrit par Anthony Kiedis, Mike Balzary et John Frusciante [5:04]
- In Your Eyes - Peter Gabriel, écrit par Peter Gabriel [5:23]
- Stripped - Depeche Mode, écrit par Martin Gore [6:41]
- Skankin' To The Beat - Fishbone, écrit par K.R. Jones et W.A. Kibby II [2:49]
- Within Your Reach - The Replacements, écrit par Paul Westerberg [4:26]
- Keeping The Dream Alive - Freiheit, écrit par Stefan Zauner, Aron Strobel, Tomothy Touchton et Curti Briggs [4:14]
- Rikki Don't Lose That Number - Steely Dan, écrit par Walter Becker et Donald Fagen
- Chloe Dancer / Crown of Thorns - Mother Love Bone, écrit par Anrew Wood et Mother Love Bone
- Back In The Saddle - Aerosmith, écrit par Steve Tyler et Joe Perry
- Flower - Soundgarden, écrit par Chris Cornell, Kim Thayl, Matt Cameron et Hiro Yamamoto
- Toy Box - Soundgarden, écrit par Chris Cornell, Kim Thayl, Matt Cameron et Hiro Yamamoto
- Brandy - Looking Glass, écrit par Elliot Lurie
- Take Five - The Dave Brubeck Quartet, écrit par Paul Desmond
- The Greateat Love of All, écrit par Michael Masser et Linda Creed
- Lloyd Dobler Rap [0:33]